# Thrasyvoulos Fylis
O Thrasyvoulos Fylis, é um clube de futebol profissional, baseado em Fylis, Ática, Grécia. Atualmente disputa a Divisão Regional da Atica.

## História

### Fundação
Quando o Thrasyvoulos Fylis foi fundado em 1938 todos sabiam que ele não teria grande sucesso, por ser um clube novo e de Fylis onde o futebol nunca teve um grande destaque o Thrasy nasceu para ser figurante, mas conforme foram passando os anos o time conseguiu uma coisa que poucos tem, o apoio incondicional da torcida que via o clube como patrimônio da cidade e aos poucos o Thrasyvoulos Fylis foi ganhando corpo e nome dentro da Grécia, seu estádio de bairro cresceu e se transformou no estádio municipal de Fyli onde normalmente conseguia lotar o campo para jogos da divisão regional da Grécia.
Com o apoio da cidade e a vontade de ser grande lá foi o Thrasyvoulos Fylis caminhar rumo a glória, dando um passo de cada vez ele passou do inferno ao céu em questão de anos, quando ele conseguiu a licença nacional para disputar a extinta Delta Ethniki a cidade se uniu e começou a bancar o clube nos custos, resultado, a equipe conseguiu subir para a Gamma Ethniki, Beta e Alpha.

### Década de 90
Lembrando que tudo começou em 1992-93 quando o Thrasy foi campeão da divisão de acesso da liga EPSDA, em 1997-98 ele ganhou a divisão principal conseguindo assim a licença para disputar as divisões profissionais. Em 2000-01 ele ganhou a Copa da EPSDA e com isso a vaga direta na Delta fazendo com que o esforço de toda uma região fosse recompensada.

### Anos 2000
Em junho de 2005 a equipe conseguiu o maior feito de sua história ao ganhar o grupo sul da terceira divisão, com ela a vaga na segundona grega. Na divisão de acesso foram necessários apenas três temporadas para o clube novamente fazer história, na temporada 2007-2008 o Thrasyvoulos Fylis ficou em segundo lugar na segunda divisão com 6 pontos a menos que o campeão Panserraikos, era a hora de jogar na elite do futebol grego. Mas o sonho viria a se tornar um pesadelo.

### Elite Grega
Depois de chegar na elite ficou clara a impressão que o Thrasyvoulos Fylis não estava preparado para estar entre os maiores, John Rodi na época presidente do clube bancou a permanência de Sakis Tsiolis por acordo de cooperação, infelizmente para uma cidade os resultados não estavam vindo e por conta disso Rodi se viu obrigado a mudar, Sakis deixou o comando da equipe para a chegada do sérvio Zoran Gieftovits e com ele que o Thrasy conseguiu um empate em 3×3 com o AEK Atenas. Porém o empate foi um dos poucos momentos de felicidade da torcida que viu o clube ser rebaixado com apenas 14 pontos, tendo dez a menos que o Panserraikos que ficou uma posição acima, além de contar com a marca negativa de 22 derrotas, 5 empates e apenas 3 vitórias.

### Volta a Segunda Divisão
Era a hora de voltar para a Beta, em 2009-2010 o clube já convivendo com a crise financeira e a decepção de si mesmo começou a decair de forma drástica, nesta temporada ele ficou na segunda divisão por sorte uma vez que na última rodada dos play offs contra o rebaixamento empatou em casa contra o Doxa Dramas e o Ionikos que poderia rebaixar ele também empatou mas foi fora de casa e contra o Rodos. Na temporada seguinte o mesmo drama. Em 2011-12 uma campanha fraca mas com o time terminando no meio da tabela e dando indícios que iria se reerguer, mas ficou só nos indícios mesmo, em 2012-13 o clube não aguentou e acabou rebaixado em penúltimo, era o fim do Thrasyvoulos Fylis , pois além do rebaixamento ele perdeu a licença para jogar a Gamma (Que havia mudado seu nome para Football League 2). E com isso o Thrasy teve que voltar a disputar a regional da Attica, na última temporada a equipe viveu altos e baixos mas terminou em segundo atrás do Akratitos. Na atual temporada o Thrasyvoulos Fylis começou bem a temporada, se reformulou e contratou uma base boa formada por jovens promissores para quem sabe retornar um dia para a primeira divisão.